# Meigenia minuta
Meigenia minuta là một loài ruồi trong họ Tachinidae.